# Bevrijdingsplein (Halle)
Het Bevrijdingsplein is een plein in Halle in de Belgische provincie Vlaams-Brabant. Het plein ligt aan de zuidwestzijde van het stadje aan het begin van de Edingensesteenweg en de Bergensesteenweg. Op het plein ligt er een rotonde waar de gewestwegen N6, N7 en N28 samen komen.

## Geschiedenis
In de tijd dat Halle behoorde tot het graafschap Henegouwen lag dit plein aan de verbindingsweg die dit graafschap met het hertogdom Brabant verbond. Op de voornaamste verbindingswegen waren tolbarelen geïnstalleerd. In de volksmond werd dit plein den bascuul of de twee barelen genoemd, verwijzend naar deze tolbarelen.
Tot het begin van de 21e eeuw was het plein een donker en levensgevaarlijk kruispunt waar in een jaar een paar dodelijke slachtoffers vielen. In 2001 werd deze situatie opgelost door de aanleg van een rotonde.
In 2006 werd er op de rotonde een kunstwerk geplaatst dat op 12 mei 2006 werd ingehuldigd. Het kunstwerk is het ontwerp van kunstenaarstrio Virginie Bailly, Rolf Vansteenwegen en Roland Piffet.